# Boyer Bluff
Das Boyer Bluff ist ein 1080 m hohes und hauptsächlich vereistes Felsenkliff in der antarktischen Ross Dependency. Es ragt 6 km südwestlich des Constellation Dome am Südwestrand der Darley Hills in den Churchill Mountains auf.
Das Advisory Committee on Antarctic Names benannte es 2003 nach David S. Boyer (1920–1992), Mitglied des Herausgeberstabs des Magazins der National Geographic Society mit dem Schwerpunkt Antarktika zwischen 1956 und 1957.